# Sainte-Croix-sur-Orne
Sainte-Croix-sur-Orne település Franciaországban, Orne megyében. Lakosainak száma 78 fő (2018. január 1.). Sainte-Croix-sur-Orne Chênedouit, Ménil-Gondouin, Putanges-le-Lac, Les Rotours és Saint-Aubert-sur-Orne községekkel határos.

## Népesség
A település népessége az elmúlt években az alábbi módon változott:
| Lakosok száma | 88   | 89   | 71   | 66   | 61   | 79   | 74   | 69   | 63   | 78   |
|               | 1962 | 1968 | 1975 | 1982 | 1990 | 2008 | 2013 | 2015 | 2017 | 2018 |